# Brzeźniak (szczyt)
Brzeźniak (niem. Birkhübel, 691 m n.p.m.) – szczyt w Karkonoszach w obrębie Karkonoskiego Padołu Śródgórskiego na południe od Michałowic i na zachód od Jagniątkowa.
Zbudowany z granitu karkonoskiego. Na zboczach pojedyncze skałki.
Na wschód od niego przebiega granica Karkonoskiego Parku Narodowego.
Na północ od Brzeźniaka biegnie Droga pod Reglami ze Szklarskiej Poręby do Jagniątkowa i dalej przez Zachełmie do Przesieki.
Od północy i zachodu okrążają go szlaki turystyczne:
- niebieski szlak z Piechowic przez Michałowice na Przełęcz pod Śmielcem
- czarny szlak z Jagniątkowa do Schroniska PTTK „Pod Łabskim Szczytem”